# Invicta (Londen)
Invicta is een Brits historisch merk van motorfietsen.
De bedrijfsnaam was: Invicta Motor Co., London.
Invicta in Londen begon in 1902 met de productie van motorfietsen. Zoals in die tijd gebruikelijk bouwde het buitenlandse inbouwmotoren in, omdat de Britse industrie nog niet eens in de kinderschoenen stond. Bij David Citroen in Holborn Viaduct kon men Belgische Minerva-kop/zijklepmotortjes inkopen, maar men gebruikte ook motorblokjes van Compagnie Internationale D’Electricité in Herstal. In 1906 werd de productie beëindigd. Toen kwamen ook de eerste Britse inbouwmotoren op de markt en slonk de populariteit van de Belgische, Franse en Zwitserse producten.